# 成對產生

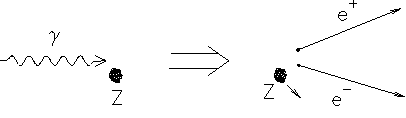
電子和其反粒子正子的成對產生

在原子核物理學中，成對產生（pair production）指的是基本粒子和其反粒子的創生，例如，電子和其反粒子正子，緲子與反緲子，陶子與反陶子。通常當一個光子或另外一個中性玻色子，與原子核或另外一個中性玻色子或甚至自己本身相互作用時，會發生成對產生。在原子核附近，一個高能量光子會因成對產生而形成電子和正子對偶。這過程必須遵守能量守恆定律和動量守恆定律。生成的粒子的所有其它守恆量（例如角動量、電荷量、輕子數）都必須總和為零。根據質能轉換公式，光子的能量必需等於兩個電子的質量，其中一半轉換成電子，另一半則轉換成正子。當然，只要光子的能量符合的話，形成其它質量更大的也可以（像是緲子、陶子等）。
這個現象首次由派屈克·布萊克特發現，而因此他得到1948年諾貝爾物理獎。